# Boudewijn Buckinx
Boudewijn Buckinx (Lommel, 28 maart 1945) is een Vlaams componist en publicist.

## Opleiding
Buckinx kreeg zijn opleiding aan het Antwerps Conservatorium, waar hij een "eerste prijs" compositie behaalde. Later studeerde hij bij Lucien Goethals in Gent, waar hij zich verdiepte in seriële muziek en elektronische muziek. In 1968 bezocht hij de studio van Karlheinz Stockhausen in Darmstadt en werkte mee aan Stockhausen’s Musik für ein Haus. Verder werd hij vooral beïnvloed door Mauricio Kagel and John Cage. Over John Cage ging trouwens zijn licentiaatsverhandeling van zijn universitaire opleiding in de musicologie aan de Katholieke Universiteit Leuven in 1972.
Van 1968 tot 1978 was Buckinx leraar aan het Provinciaal Hoger Instituut voor Kunstonderwijs in Hasselt, wat later een departement werd van de Provinciale Hogeschool Limburg. In 1978 werd hij producer aan de BRTN, de latere VRT, wat hij bleef tot maart 2000. Ook daarna is hij bij Klara nog vaak te horen in interviews of als commentator bij (hedendaagse) klassieke muziek. Vanaf 1981 gaf hij tevens de cursus muziekgeschiedenis aan het Koninklijk Vlaams Conservatorium van Antwerpen.

## Artikelen
- "De kleine pomo of de muziekgeschiedenis van het postmodernisme"., Peer, 1994 Alamire. ISBN 9068530844.
- (met Yves Knockaert) "Muziek uit de voorbije eeuw". Peer, 1999 Alamire. ISBN 9068531417.
- Aria van de diepe noot: verzamelde commentaren. Peer, 2001 Alamire. ISBN 9068531484.

## Selectie van composities
- Sløjd, mixed media (1968)
- Piotr Lunaire, voor verteller, zanger en piano (1985)
- Ce qu’on entend dans la salle de concert, voor orkest (1987)
- In de buurt van Neptunus, voor cello en piano (1987)
- 1001 Sonatas, voor piano en viool (1988)
- Symposion, een soort concerto viool en strijkorkest (1991)
- Negen onvoltooide symfonieën (1992)
- Kahk Deelah, voor viool-solo (1994)
- Karoena de zeemeermin, een kamer-opera (1995)
- Concerto voor cello en orkest (1996)
- Sokrates, een opera (1997)
- "Van Alle Tijden", een opera gebaseerd op de figuur van Reinaart de Vos, Voor het eerst opgevoerd in Groningen, mei
- Strijkkwartet no. 15 (2003)
- Dhammapada Opera 2002
- Renaissance Revisited,  piano (2006)
- Een viertal pianokwartetten (viool, altviool, cello en piano (2006-2008)